# Тёмный (приток Вытегры)
Тёмный — ручей в России, протекает по территории Девятинского сельского поселения Вытегорского района Вологодской области. Длина ручья — 8,5 км, площадь водосборного бассейна — 16,5 км².

## Физико-географическая характеристика
Ручей берёт начало из болота Гладкого и течёт преимущественно в юго-западном направлении по заболоченной местности.
Устье ручья находится в 35 км по правому берегу реки Вытегры, впадающей в Онежское озеро.
Населённые пункты на ручье отсутствуют.
Код объекта в государственном водном реестре — 01040100512202000017633.